# Universidad de Upsala
La Universidad de Upsala (en sueco: Uppsala universitet) es una universidad ubicada en la ciudad de Upsala, Suecia, y es la casa de estudios más antigua de Escandinavia, habiendo sido fundada en 1477. Está constantemente clasificada entre las mejores universidades de Europa septentrional, y generalmente se la considera como una de las instituciones de educación superior más prestigiosas del Viejo Continente.
La universidad alcanzó un papel sobresaliente durante el desarrollo del Imperio sueco a finales del siglo XVI, obteniendo más tarde cierta estabilidad financiera a partir de una gran donación del rey Gustavo II a principios del siglo XVII. Upsala, además, representa un importante sitio histórico para la cultura e identidad nacional sueca, e incluso para el surgimiento de la actual nación, ya sea en términos de historiografía, literatura, política y música. Muchos aspectos de la cultura académica del país se originaron en Upsala, como por ejemplo, el birrete blanco.
La Universidad de Upsala pertenece al Grupo Coimbra de universidades europeas. Esta institución cuenta con 9 facultades distribuidas en tres "dominios disciplinarios": el primero corresponde al de humanidades y ciencias sociales; el segundo a las áreas de medicina y farmacia; y finalmente, el último cubre los sectores de ciencia y tecnología. Tiene alrededor de 20 000 estudiantes de tiempo completo, y cerca de 2 000 estudiantes de doctorado. Por otro lado, posee un personal académico de 3 600 profesores e investigadores, de un total de 5 500 empleados.
Su presupuesto anual es de alrededor 4,3 miles de millones de coronas suecas en promedio, lo que equivaldría aproximadamente a unos 715 millones de dólares, del cual cerca del 60% se destina a los estudios de grado e investigación.
En términos de arquitectura, la Universidad de Upsala tradicionalmente ha tenido una fuerte presencia en el área que rodea la catedral de la ciudad, al lado oeste del río Fyris. A pesar del desarrollo de edificios y construcciones más modernas y alejadas del centro, el casco histórico de la ciudad aún es dominado por la presencia de la universidad.

## Historia[2]

### Orígenes, crisis y restauración (1477-1600)
La Universidad de Upsala fue fundada en 1477, convirtiéndose en la primera universidad escandinava. La iniciativa en el asunto se le atribuye al arzobispo de la Iglesia Católica Sueca, Jakob Ulvsson. La nueva casa de estudios era pequeña, teniendo como máximo 50 alumnos y varios profesores. La universidad comenzó a decaer en la primera década del siglo XVI debido a los conflictos políticos de la época.
Entre 1520 y 1530, el nuevo monarca sueco Gustavo I llevó a cabo la reforma luterana, lo que significó que la universidad, dependiente de la Iglesia católica, perdiera su base económica e ideológica.
Sin embargo, esta situación cambió a fines del siglo XVI, cuando el clero protestante había ganado un dominio sólido en la enseñanza de la religión y sintió la necesidad de centrarse en los estudios desde un enfoque más académico, para contrarrestar la reforma católica. Es por esto que en 1593, en el sínodo de la Iglesia luterana, se decidió restaurar los privilegios de la institución. El nuevo decreto se firmó el 15 de marzo de 1595.

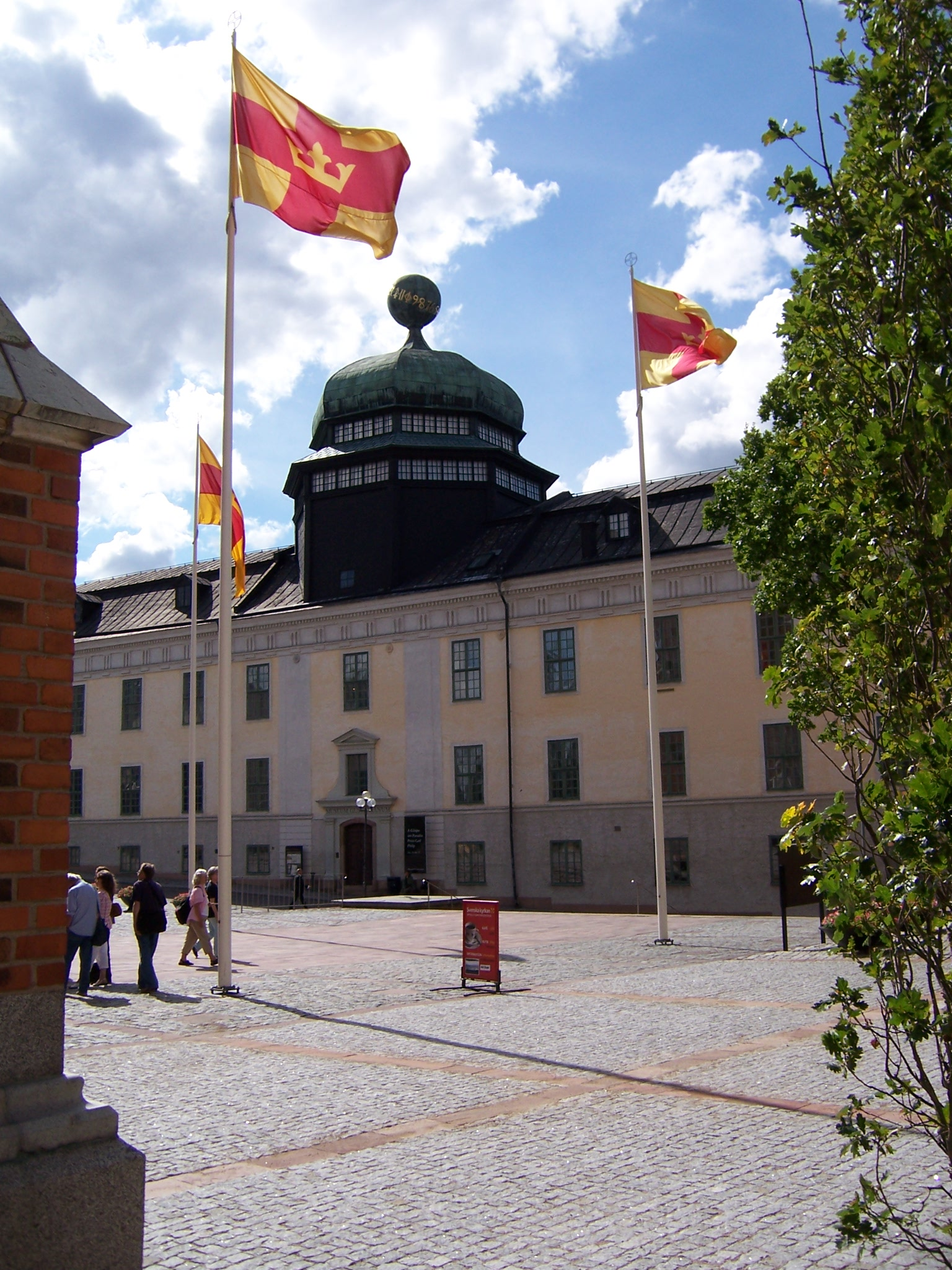
El Museo Gustavianum, ex edificio universitario y actual museo dedicado a la ciencia.

### ElsigloXVII
Durante el reino de Gustavo II Adolfo, que se extendió entre los años 1611 y 1632, Suecia se consolidó como una potencia militar líder en Europa del Norte, y también se desarrolló como un Estado burocrático avanzado; por lo tanto, el reino necesitaba funcionarios competentes. Junto con su principal asesor, el canciller Axel Oxenstierna, Gustavo II proporcionó muchos subsidios a la universidad, tanto en lo económico como en lo administrativo. En particular, hizo una donación de más de 300 estancias a la casa de estudios, las cuales todavía son administradas por esta institución. A la universidad llegaron profesores del extranjero, y el número de estudiantes aumentó. Durante este tiempo, el sistema de naciones universitarias se importó de las universidades medievales del continente, lo que significaba que los estudiantes provenientes de una misma región se reunían para colaborar y ayudarse mutuamente, y también para tener vida social. Este sistema persiste hasta nuestros días en esta casa de estudios.
Entre los años 1660 y 1670, la institución fue dominada por Olaus Rudbeck, científico y escritor sueco, quien además fue profesor de medicina en la universidad. Rudbeck era un erudito muy versátil, y era una persona que disfrutaba experimentar. Dentro de sus logros podemos encontrar al extraordinario teatro anatómico, el cual erigió en la cumbre del nuevo edificio universitario llamado Gustavianum, el cual hoy es un museo dedicado a la historia de la ciencia y de las ideas.

### La era de la libertad, elsigloXVIII
Carlos Linneo, destacado científico, naturalista, botánico y zoólogo sueco, quien llegó a ser profesor de la universidad en el año 1741 después de haber estudiado en su país de origen y en los Países Bajos, es el nombre que domina el siglo XVIII. Gracias a él, muchos estudiantes provenientes de toda Europa emigraron para estudiar en Upsala. Linneo envió a sus propios alumnos en expediciones de investigación a diferentes partes del mundo, tales como Japón, Sudáfrica y Australia. Así, ya por la mitad del siglo, se produjo un florecimiento de las ciencias naturales en la universidad. Además, también mereciendo mención además de Linneo podemos encontrar a eruditos como Anders Berch, economista sueco; Anders Celsius, el astrónomo que diseñó la escala de medición de temperatura más usada en el mundo; o a Torbern Bergman, químico y exprofesor de la universidad.
A finales de siglo, el rey Gustavo III (1771-1792) se interesó enérgicamente por esta casa de estudios. Una de las formas a través de las cuales demostró este interés fue la donación de un extenso jardín perteneciente al Castillo Real de Upsala. Desde entonces, a esa extensión de terreno se le conoce como el jardín botánico de la universidad, el cual fue erigido en memoria de Linneo y en honor al Gustavo III.

### El periodo del romanticismo (1800-1877)
El siglo XIX ha sido llamado como "el siglo de los estudiantes" en Upsala. Previamente, los alumnos habían sido más bien un grupo anónimo, pero bajo las doctrinas de la Revolución francesa y con la creciente importancia, independencia y autoestima de la clase media alta educada, los estudiantes fueron gradualmente involucrándose más en asuntos políticos, y también contaban más en la opinión pública. A mediados de siglo, las tendencias nacionalistas escandinavas tuvieron también una fuerte influencia en los alumnos, la cual se dejó sentir tanto en Upsala como en otras ciudades universitarias.
Si el siglo XVIII fue el de las ciencias naturales, el siglo XIX fue la era de los historiadores, eruditos literarios y escritores; tanto así que se construyó una estatua en frente del edificio principal en honor al más sobresaliente de estos ilustrados, el historiador Erik Gustaf Geijer. Ocurrieron muchos cambios a mitad de siglo, que reformaron la organización de la universidad, y que actualizó el sistema de examen.

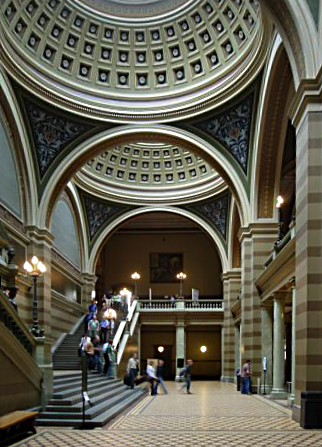
Vestíbulo del edificio principal universitario neorrenacentista Universitetshuset, diseñado por el arquitecto sueco Herman Teodor Holmgren y terminado en el año 1887.

### La transición a la Nueva Era (1877-1945)
La Universidad de Upsala solemnemente su cuatrigentésimo aniversario en el año 1877. Como un presente del Estado sueco, en esta ocasión, la universidad recibió un nuevo edificio, el cual todavía está en uso, aunque fue oficialmente inaugurado diez años más tarde en el año 1887.
A las mujeres se les permitió estudiar en la Universidad al empezar la década de los 1870s. Sin embargo, fue una larga y ardua lucha para que las mujeres que estudiaban en Upsala consiguieran una igualdad de reconocimiento en sus estudios y en sus carreras académicas. La primera mujer en Escandinavia que logró recibir un título de doctorado en investigación fue la historiadora Ellen Fries, quien recibió su grado en la Universidad de Upsala en el año 1833.
Durante este periodo, la universidad albergó a muchos eruditos prominentes, con algunos de ellos laureados con el Premio Nobel. Incluso, Alfred Nobel recibió un grado de doctor honoris causa de parte de la universidad en 1893.

### La expansión a fines delsigloXX
Este periodo se caracteriza por una serie de cambios incluyendo amplias reformas educativas y la expansión radical del número de estudiantes. En los años 50, la universidad poseía alrededor de 5 000 estudiantes, creciendo dramáticamente durante los próximos diez años llegando a 20 000 alumnos en total. En los 90 una nueva expansión tomó lugar, con más de 30 000 esudiantes de pregado en total matriculados en la casa de estudios.
El crecimiento vigoroso de la universidad ha implicado una necesidad de nuevas premisas para la educación y la investigación. Mientras que en la década de 1950 las actividades universitarias se concentraban en la casa central, ubicada cerca de la catedral, hoy la institución se propaga por vastas áreas, con campus de carácter multi e interdisciplinarios.
Al mismo tiempo, el financiamiento externo también ha ganado terreno. Contacto intensivo con el mundo circundante, ya sea a nivel nacional e internacional, amplían el rol de la universidad en la comunidad académica mundial.

## Campus
Los edificios y ubicación de la universidad se listan a continuación. Algunos de los edificios históricos de la Universidad en el centro de Uppsala han tenido que cambiar ya que su estatus de protección histórica hace imposible llevar a cabo las modificaciones y remodelación necesaria para acceso a personas con discapacidad.

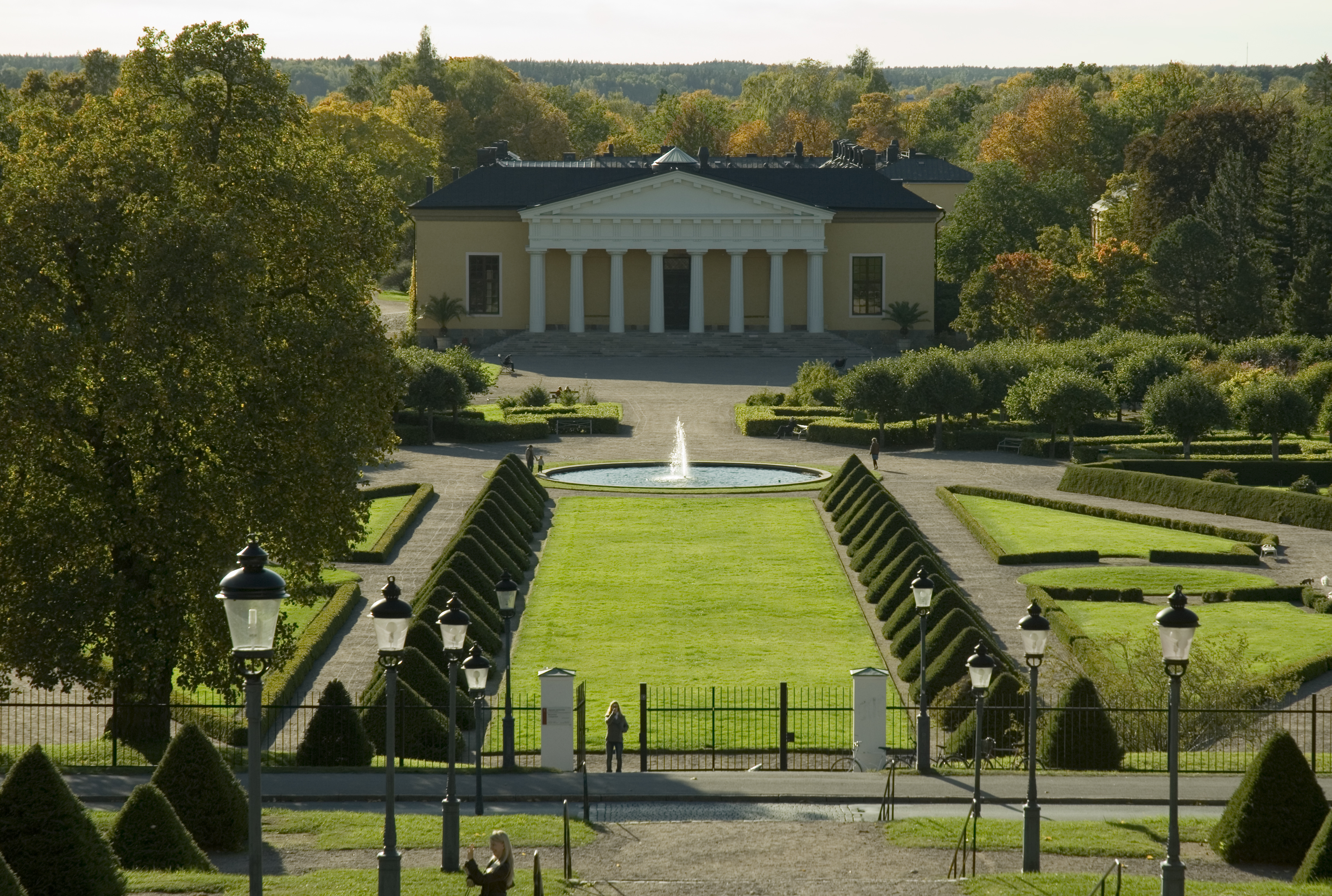
University of Uppsala Botanical Garden

University Park y area de la Catedral
- Gustavianum
- Edificio del viejo Consistorio
- University Hall
- Casa Ekerman
- Palacio Julinsköld
- Skytteanum
- Casa Oxenstierna House (Juridicum)
- Regnellianum
- Carolina Rediviva

Oeste del Centro de Uppsala
- Centro para Humanidades (Incluye el Centro Estudios de lenguas )
- Centro de Biología evolutiva y Museo de Evolución Centre for Evolutionary Biology (EBC) including the Museum of Evolution
- Jardín botánico de la Universidad de Uppsala

Otros ubicados en el centro de Uppsala
- Theatrum Oeconomicum y Gamla Torget ("El viejo Forum")
- Parque del Observatorio
- Centro de Ciencias Económicas (Ekonomikum)
- Jardín Linnaeus
- Casa y observatorio de Anders Celsius

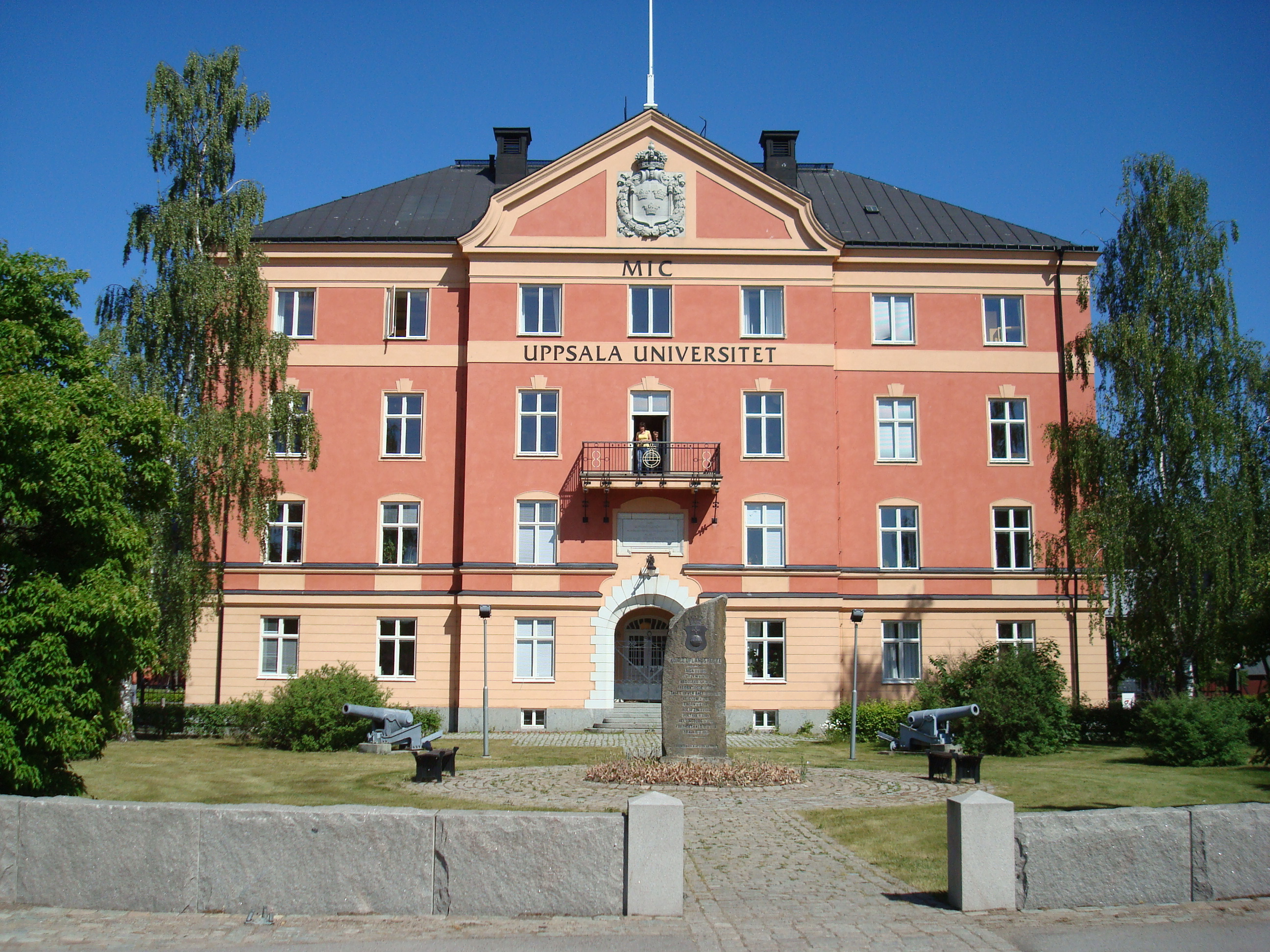
Building at Campus Polacksbacken

Sur del central Uppsala
- Hospital Universitario de Uppsala
- Laboratory Rudbeck
- Centro Biomédico de Uppsala (BMC)
- Geo Centre
- Centro de Información Tecnológica (ITC) Pollax
- Laboratorio Ångström

## La universidad en clasificaciones internacionales
La Universidad de Upsala se considera una de las universidades más prestigiosas de Europa y del país. La clasificación académica de universidades mundiales desarrollada por la Universidad de Shanghái Jiao Tong sitúa a la casa de estudios a segundo nivel nacional, después de la universidad médica Instituto Karolinska, posicionada en el lugar 66 a nivel mundial y en el decimoctavo a nivel continental.
La clasificación de universidades de la revista británica Times Higher Education sitúa a la universidad en segundo lugar a nivel nacional y la clasifica en el lugar 71-80 a nivel mundial.

## Personas destacadas

### Profesores e investigadores
- Olaus Rudbeck (1630–1702), anatomista.
- Anders Celsius (1701–1744), astrónomo.
- Carlos Linneo (1707–1778), botánico, médico y zoólogo.
- Erik Gustaf Geijer (1783–1847), historiador y escritor.
- Anders Jonas Ångström (1814-1874), físico y astrónomo
- Allvar Gullstrand (1862–1930), oftalmólogo e investigador.  Premio Nobel en Fisiología o Medicina, 1911.
- Erik Axel Karlfeldt (1864–1931), poeta.  Premio Nobel de Literatura, 1931.
- Nathan Söderblom (1866–1931), clérigo y Arzobispo de Upsala.  Premio Nobel de la Paz, 1930.
- Axel Hägerström (1868–1939), filósofo y jurista.
- Ernst Trygger (1857–1943),  jurista, profesor, político conservador y primer ministro de Suecia.
- Robert Bárány (1876–1936), médico.  Premio Nobel en Fisiología o Medicina, 1914.
- Theodor Svedberg (1884–1971), químico.  Premio Nobel de Química, 1926.
- Manne Siegbahn (1886–1978), físico.  Premio Nobel de Física, 1924.
- Alva Myrdal (1902–1986), política y socióloga.  Premio Nobel de la Paz, 1982.
- Arne Tiselius (1902–1971), bioquímico y profesor.  Premio Nobel de Química, 1948.
- Hugo Theorell (1903–1982), médico y científico.  Premio Nobel en Fisiología o Medicina, 1955.
- Kai Siegbahn (1918–2007), físico.  Premio Nobel de Física, 1981.

### Exalumnos
- Carl Michael Bellman (1740–1795), poeta, cantautor y trovador.
- Jöns Jacob Berzelius (1779-1848), médico y químico sueco.
- Carl Jonas Love Almqvist (1793–1866), poeta y compositor.
- Lars Levi Læstadius (1800–1861), sacerdote, escritor y botánico.
- August Strindberg (1849–1912), dramaturgo, novelista y escritor.
- Svante August Arrhenius (1859–1927), científico, físico y químico.  Premio Nobel de Química, 1903.
- Hjalmar Branting (1860–1925), político y primer ministro de Suecia.  Premio Nobel de la Paz, 1921.
- Gustaf Fröding (1860–1911), destacado escritor y poeta sueco.
- Pär Fabien Lagerkvist (1891–1974), escritor.  Premio Nobel de Literatura, 1951.
- Karin Boye (1900–1941), poetisa y novelista.
- Dag Hammarskjöld (1905–1961), diplomático, economista y escritor.  Premio Nobel de la Paz, 1961.
- Hannes Alfvén (1908–1995), ingeniero eléctrico y físico.  Premio Nobel de Física, 1970.

### Galería

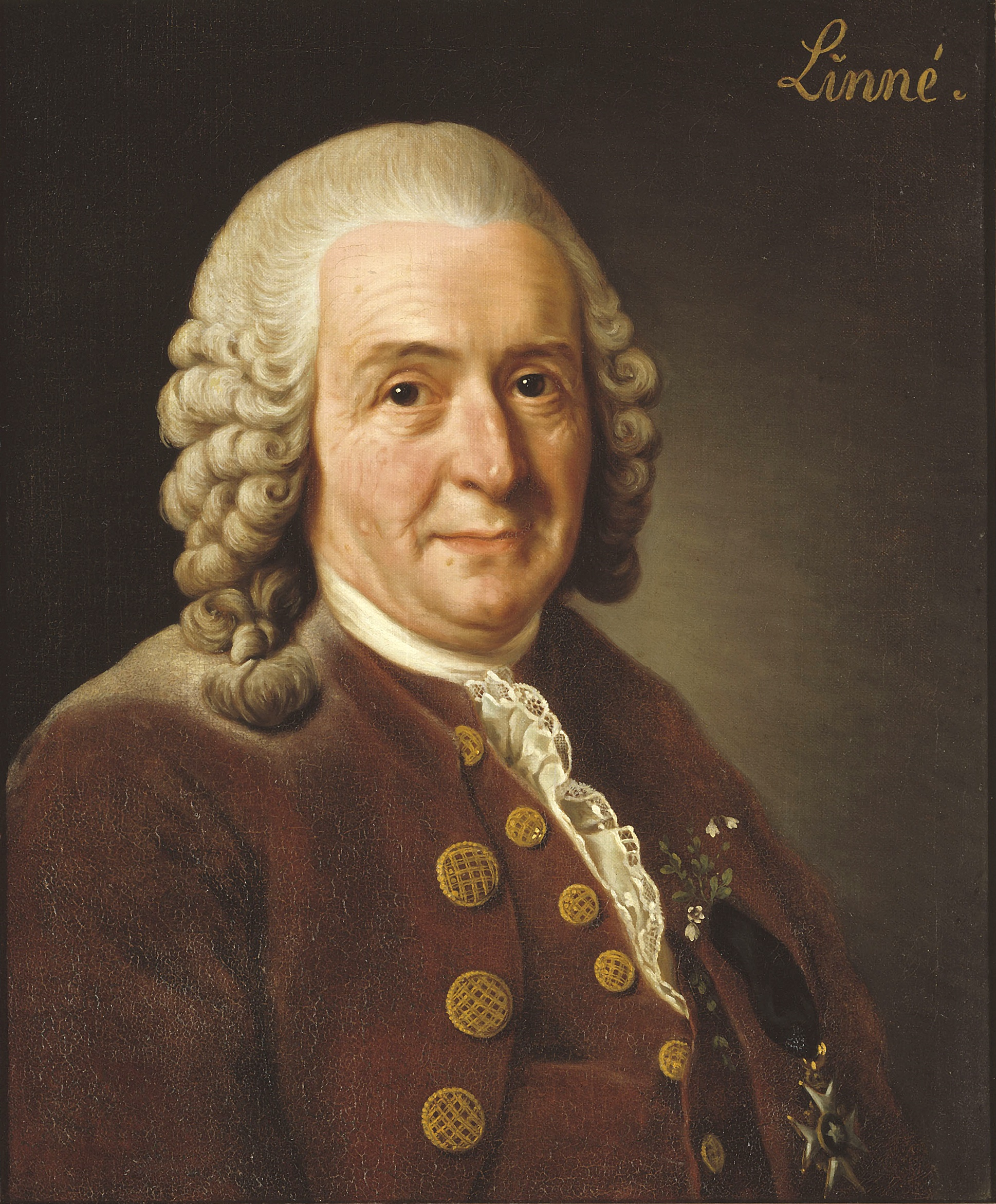
Carlos Linneo, fundador de la taxonomía moderna y uno de los padres de la ecología.
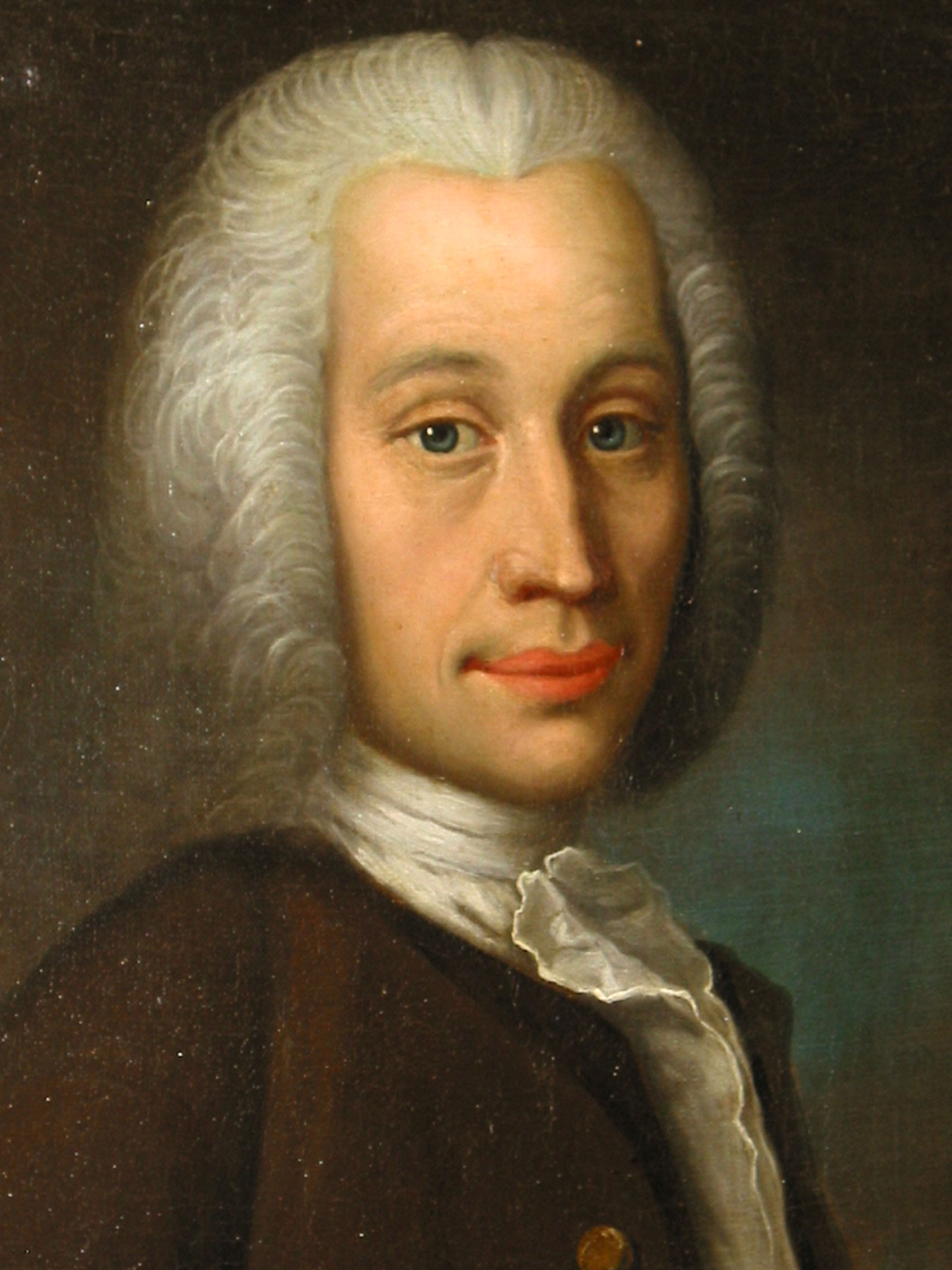
Anders Celsius, físico y astrónomo creador del grado Celsius.
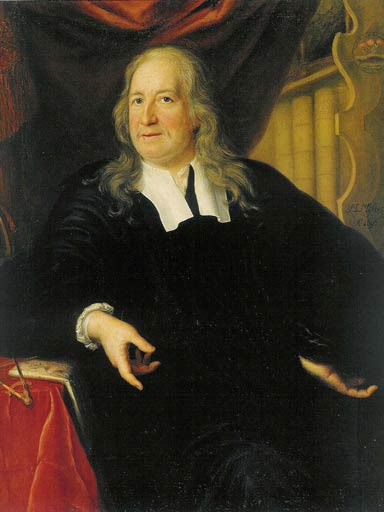
Olaus Rudbeck, uno de los descubridores del sistema linfático.
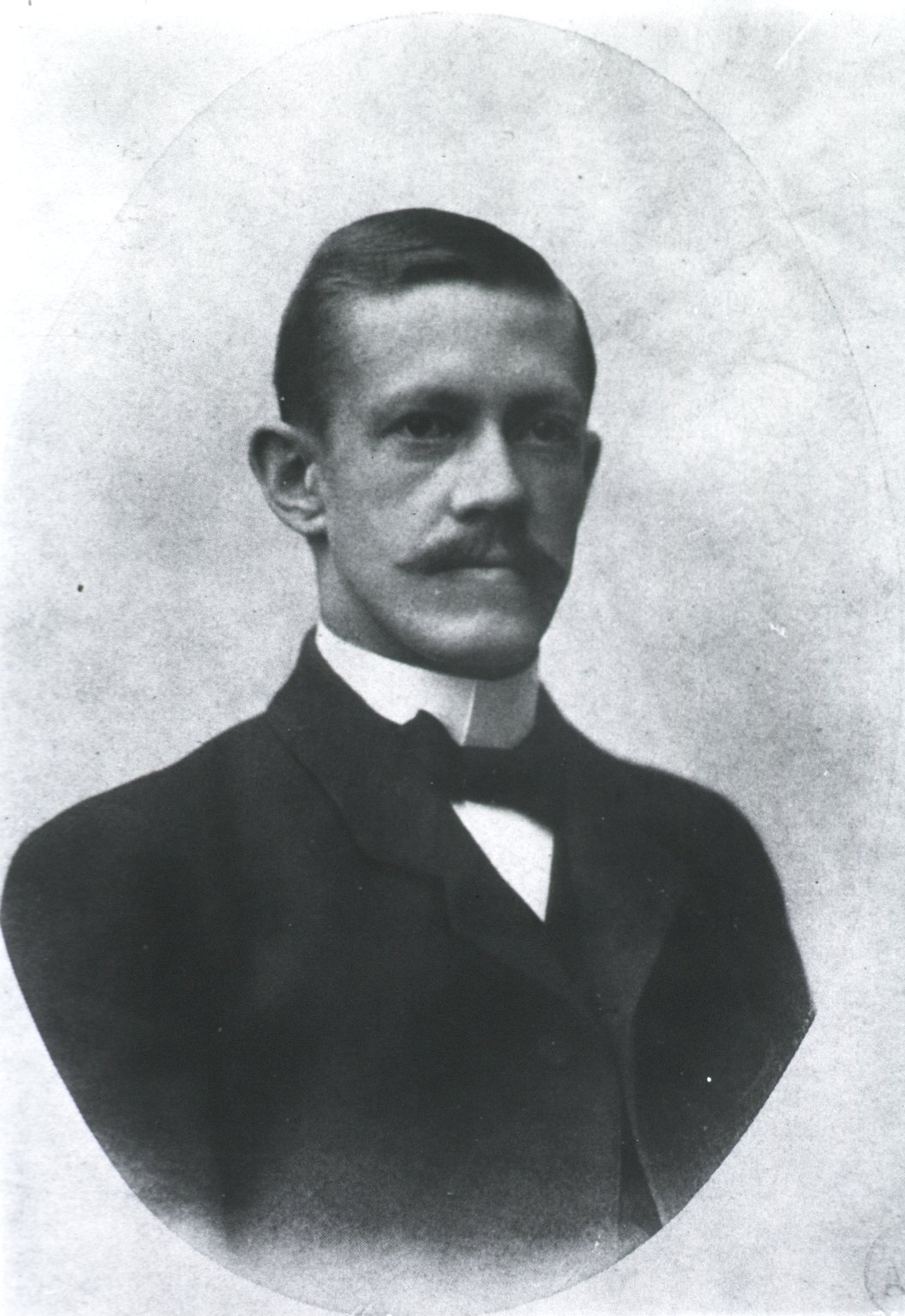
Allvar Gullstrand, contribuidor en la oftalmología clínica y quirúrgica.
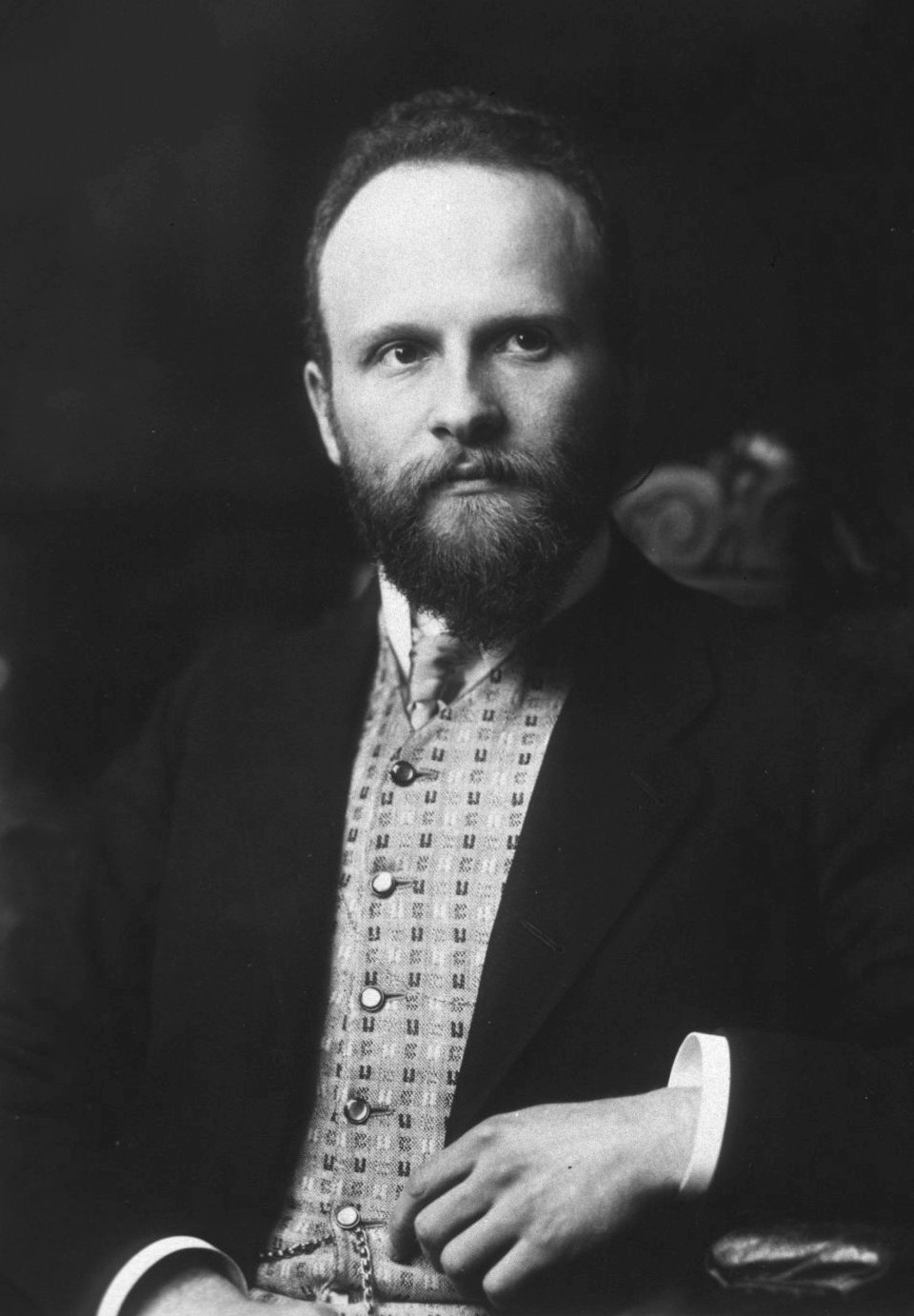
Robert Bárány, pionero en tratamiento de heridas de bala en el cerebro durante la Primera Guerra Mundial.
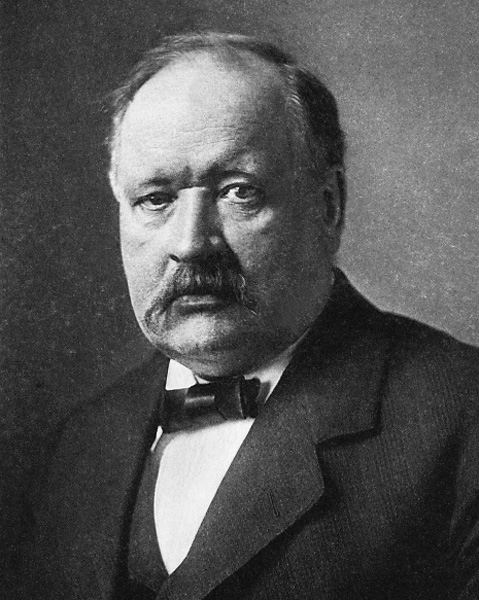
Svante Arrhenius, reconocido como uno de los padres de la fisicoquímica.
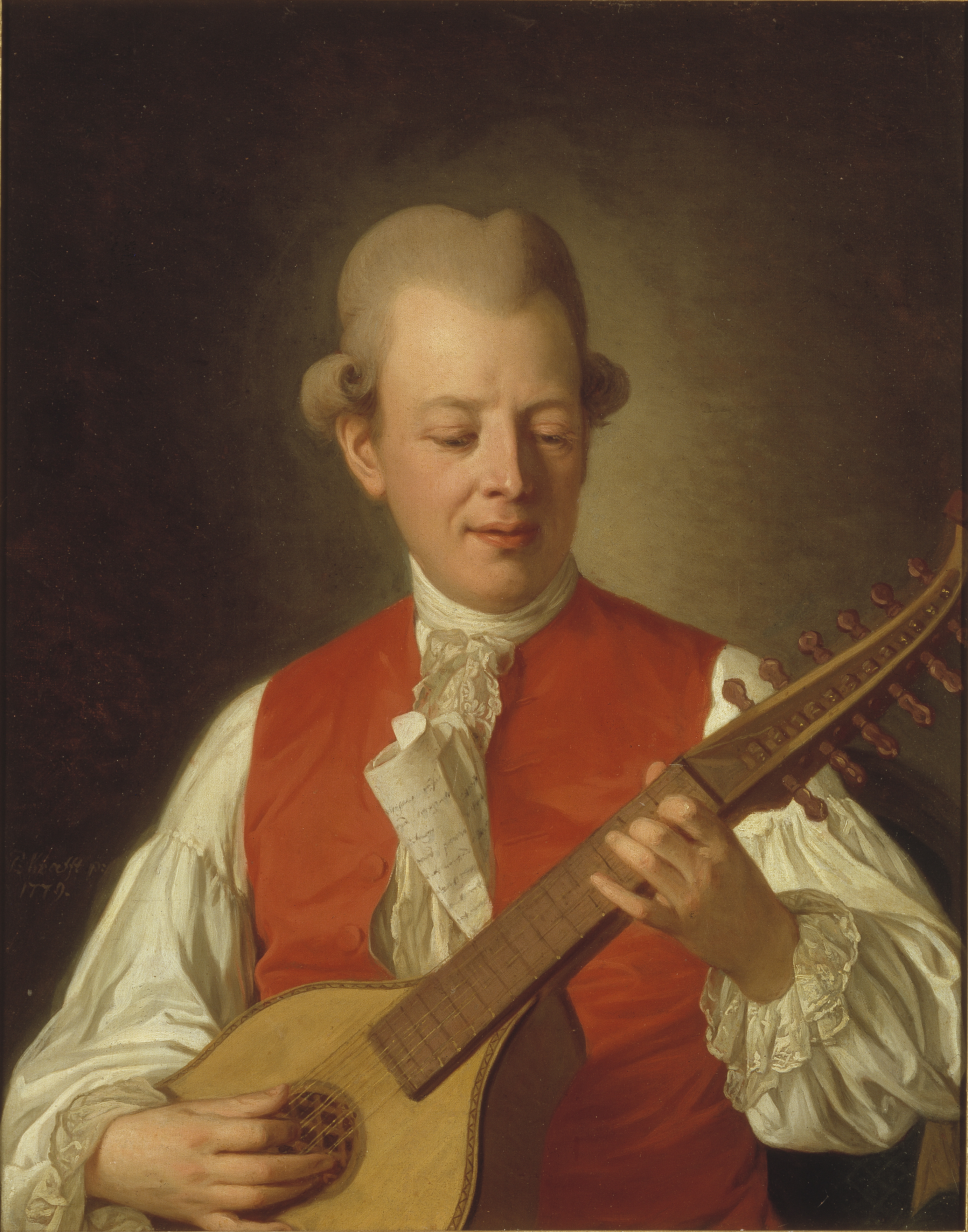
Carl Michael Bellman, poeta y cantautor sueco, de gran influencia en la literatura nacional.
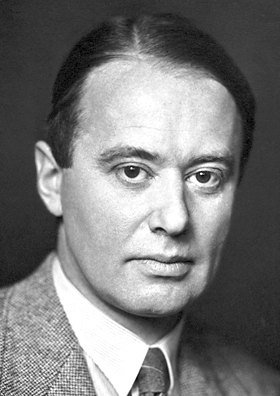
Arne Tiselius, bioquímico e investigador de la naturaleza del plasma sanguíneo.